# الزواج الاستعبادي
فكرة الزواج الاستعبادي مبنية على أن يتم الوعد بتزويج المرأة أو أن يتم تقديم المرأة كزوجة بدون موافقتها.

## التعريف
هناك تعريف مفيد لهذه الفكرة مأخوذ من البند الأول من الاتفاقية التكميلية لإبطال الرق وتجارة الرقيق والأعراف والممارسات الشبيهة بالرق عام 1956، وهذا التعريف ينص على الآتي:
- أن يتم الوعد بتزويج المرأة أو تقديمها للزوج مقابل بدل مالي أو أشياء عينية يتم إعطائها لوالديها أو للوصي عليها أو لأسرتها أو لأي شخص آخر أو مجموعة.
- الزوج أو أسرته أو قبيلته لديهم حق التنازل عن زوجته لشخص آخر مقابل قيمة يتم استلامها.
- الزوجة في حالة وفاة زوجها يمكن أن يَرثها شخص آخر وفقًا للممارسات الدينية والثقافات.